# Metisolea
Metisolea est un groupe rock fusion hispano electro de Bordeaux.

## Présentation du groupe
Metisolea est un groupe 7 musiciens, formé en 2005, qui allie scratch, guitare andalouse, électro, cuivres, cadien… mais le groupe s’est surtout fait remarquer pour son énergie rock. Le premier disque "Volume 1" est sorti 2006. Le deuxième album "La chute et l’envol.2" (2008) a été produit par Stephan Kraemer, qui avait auparavant travaillé pour Pleymo, Enhancer, Yann Tiersen, Jack the Ripper…

Le troisième album, "Rumbo a donde sea - from path to tracks" est sorti au 1er trimestre 2013.

### Origine du nom
- Métis : racine du mot « métissage », mélange des sonorités, de styles musicaux, de mots, de langues, et de personnes.
- Olea : [esp]. Énorme vague. Ce qui symbolise le mouvement permanent et le voyage. L'union de ces deux mots qui en fait naître un troisième :
- Solea : [esp]. 1. Ensoleillée. 2. Musique gitane chantée et jouée depuis longtemps dans les vieilles rues andalouses, et encore aujourd'hui une branche vivante du flamenco.

### Membres du groupe
- Chant, progs, cajon, percussions : Alex Pascau Carrasco
- Batterie, palmas : Paul Magne
- Guitares : Marc du Mas de Paysac
- Basse : Guillaume Martial
- Trompette, Chœurs : Laure Fréjacques
- Trombone : Simon Mestres
- Scratch, claviers, sax : Lucas Saint-Cricq

### Discographie
Albums
- Rumbo a donde sea - From path to tracks (2013)
- Lecteur Mp3 : La chute et l'envol.mp3 (2009)
- La chute et l'envol.2 (2008)
- Volume 1 (2006)

Participations
- Muevete bien – « Sabor Mestizo » (Sabor discos, 2008)
- « L’avant scène » (Fnac, 2006)